# 호포역
호포역(Hopo station, 湖浦驛)은 대한민국 경상남도 양산시 동면 가산리에 있는 부산 도시철도 2호선의 전철역이다. 이 역부터 양산역까지 양산시 구간이다.

## 역사
- 1991년 11월 28일(목요일) : 부산 도시철도 2호선 호포역~서면역 구간 착공
- 1999년 6월 30일(수요일) : 부산 도시철도 2호선 호포역~서면역 구간 개통과 함께 종착역으로 영업 개시
- 2001년 12월 21일(금요일) : 부산 도시철도 2호선 호포역~양산역 구간 착공
- 2008년 1월 10일(목요일) : 부산 도시철도 2호선 호포역~양산역 구간(증산역~부산대양산캠퍼스역 구간 제외) 연장 개통과 함께 중간역이 됨

## 역명의 유래
옛 이름은 호포(狐浦)이며, 낙동강변 포구의 자연부락명이다. 호포마을은 풍수적으로 금정산에서 낙동강 방향으로 여러 등성을 이루면서 밀려나와 있는 지형인 요수다의복호망월(妖獸多疑伏狐望月), 즉 요사하게 의심을 품은 여우가 엎드린 채로 김해 월촌 마을을 바라보고 있는 형상이라 하여 붙여진 이름으로서 '여우 호'(狐)와 낙동강변 포구를 뜻하는 '포'(浦)를 붙여 호포(狐浦)가 되었다. 1925년 행정 구역 개편과 함께 한자가 바뀌면서 호포(湖浦)가 되었다.

## 개요
인근에 호포차량사업소가 있다. 높이가 지상 5층이여서 부산 도시철도 3호선의 강서구청역과 더불어 대한민국의 도시철도역 중 가장 규모가 높은 역이다. 호포차량사업소에 입고하는 열차를 호포행으로 운행하거나 양산역 종착 후 호포차량기지 입고를 위해 행선판을 회송으로 바꾸고 이 역까지 회송한 후 연결 선로를 통해 입고한다. 이 역과 증산역 간의 거리는 약 3.5km로 부산 도시철도에서 역간 거리가 가장 긴 구간이다. 부산 도시철도에서 유일하게 석제 입식 역명판이 설치된 역이기도 하다.

## 역 구조
개통 초기에는 양산선 별도 운행을 위하여 서측 노반에 선로와 전차선이 설치되어 있었으나 양산선 직결 계획 변경으로 철거되었다. 서측 승강장은 사용하지 않고, 현재는 동측 승강장만 1면 2선의 섬식 승강장으로 사용한다. 출입구는 3개다.

### 승강장
2면 3선식 승강장을 갖춘 고가역이며, 동측 승강장에만 반밀폐형 스크린도어가 설치되어 있다. 
| 금곡↑       |
| \| 하 상 \| |
| ↓증산       |

| 상행 | ● 부산 도시철도 2호선 | 호포기지 출고 1부 열차 덕천·서면·해운대·장산 방면                   |
| 하행 | ● 부산 도시철도 2호선 | 증산,부산대양산캠퍼스·남양산·양산 방면 호포기지 입고 열차 당역 종착 |

## 역 주변
- 호포마을
- 호포새마을
- 부산교통공사 호포차량사업소
- 양산화물터미널
- 舊 양산 가산리 호포왜성지 옛터

## 승차량 변동
| 역 노선 | 승차 인원 | 승차 인원 | 승차 인원 | 승차 인원 | 승차 인원 | 승차 인원 | 승차 인원 | 승차 인원 | 승차 인원 | 승차 인원 | 승차 인원 | 승차 인원 | 승차 인원 | 승차 인원 | 주석  |
| 역 노선 | 2002년    | 2003년    | 2004년    | 2005년    | 2006년    | 2007년    | 2008년    | 2009년    | 2010년    | 2011년    | 2012년    | 2013년    | 2014년    | 2015년    | 주석  |
| ------- | --------- | --------- | --------- | --------- | --------- | --------- | --------- | --------- | --------- | --------- | --------- | --------- | --------- | --------- | ----- |
| 2호선   | 2966      | 2415      | 2278      | 2134      | 2193      | 2296      | 1553      | 1555      | 1222      | 1092      | 1041      | 1068      | 1134      | 1109      | [ 3 ] |

## 사진

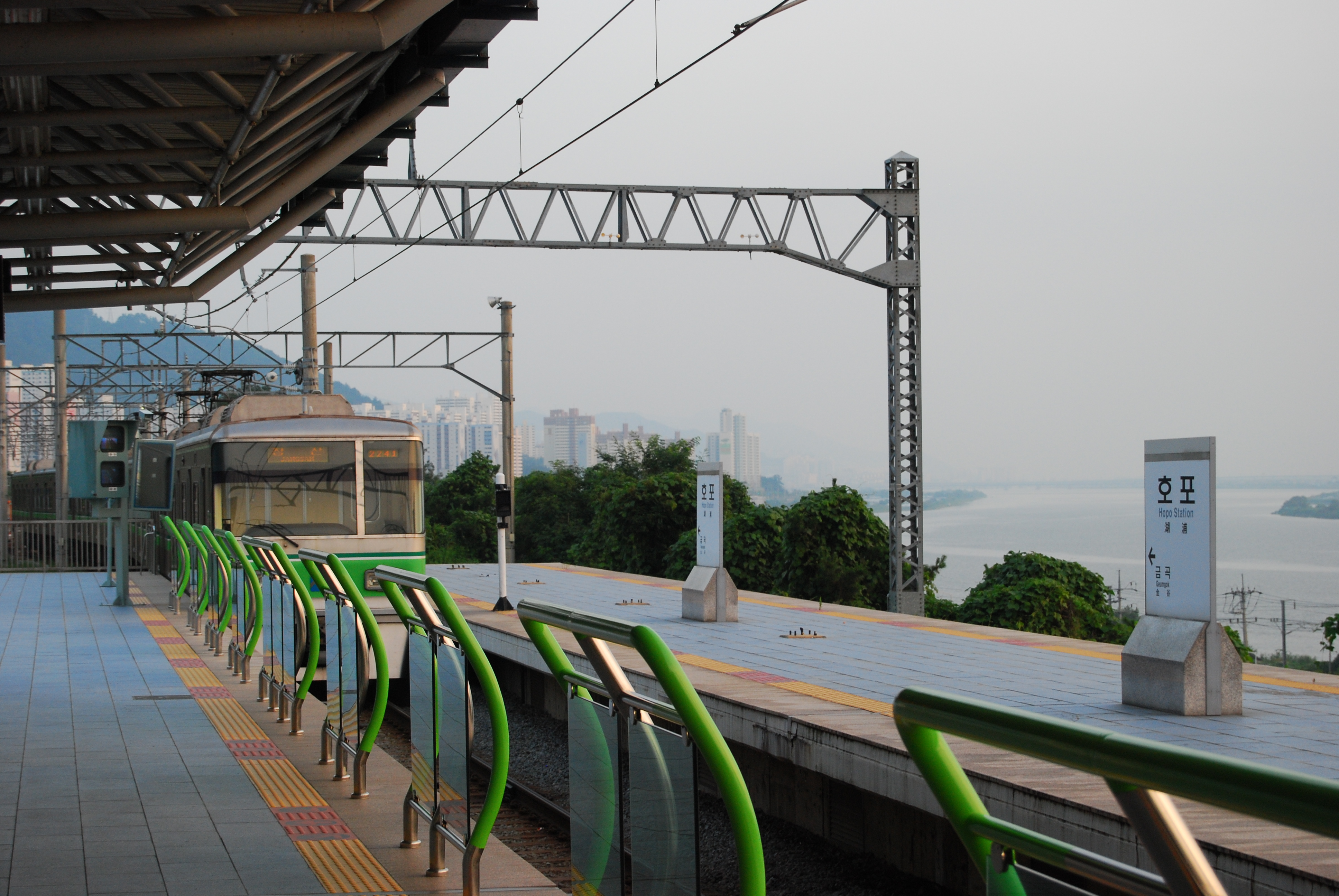
장산 방향 승강장(좌), 구형 장산 방향 역명판, 미사용 승강장(우)(호포역~양산역 구간(증산역~부산대양산캠퍼스역 구간 제외) 연장 개통·스크린도어 설치 전)
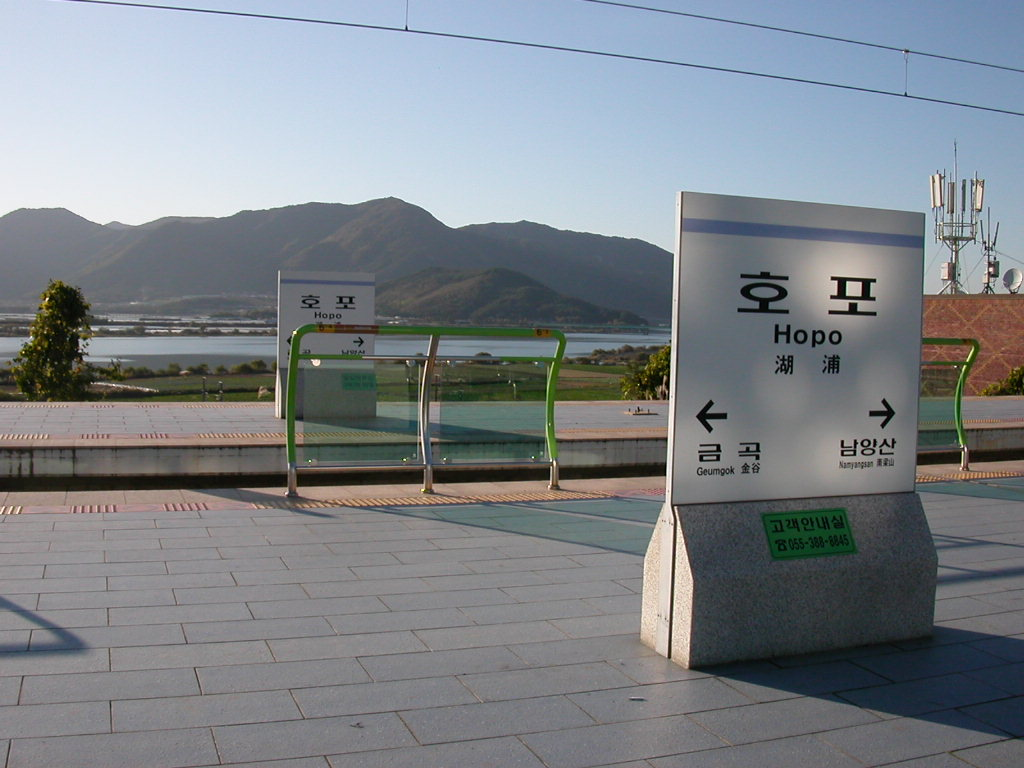
양산 방향 역명판(전), 장산 방향 승강장(후)(역명판 교체·부산대양산캠퍼스·증산역 개통·스크린도어 설치 전)
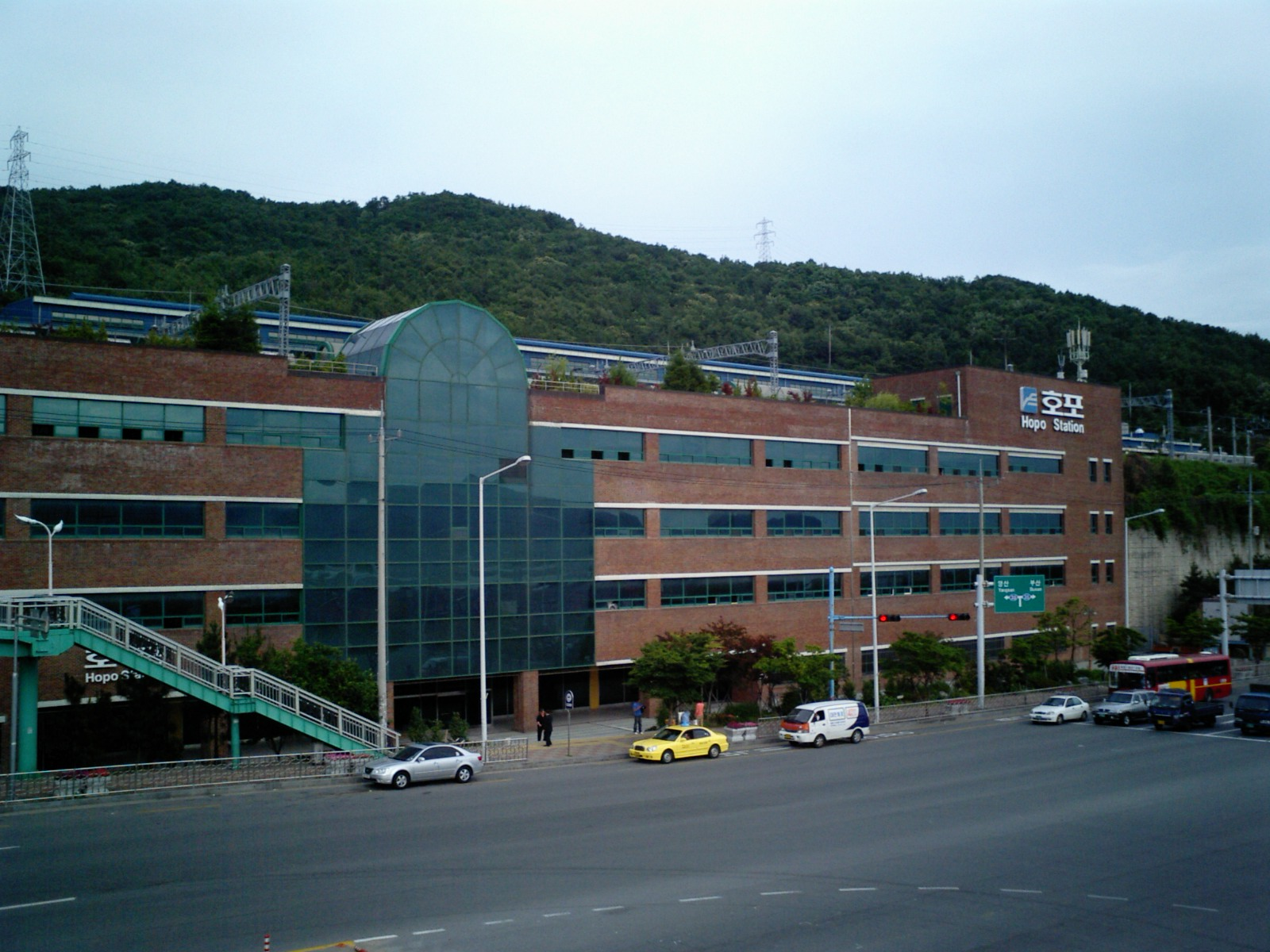
역사
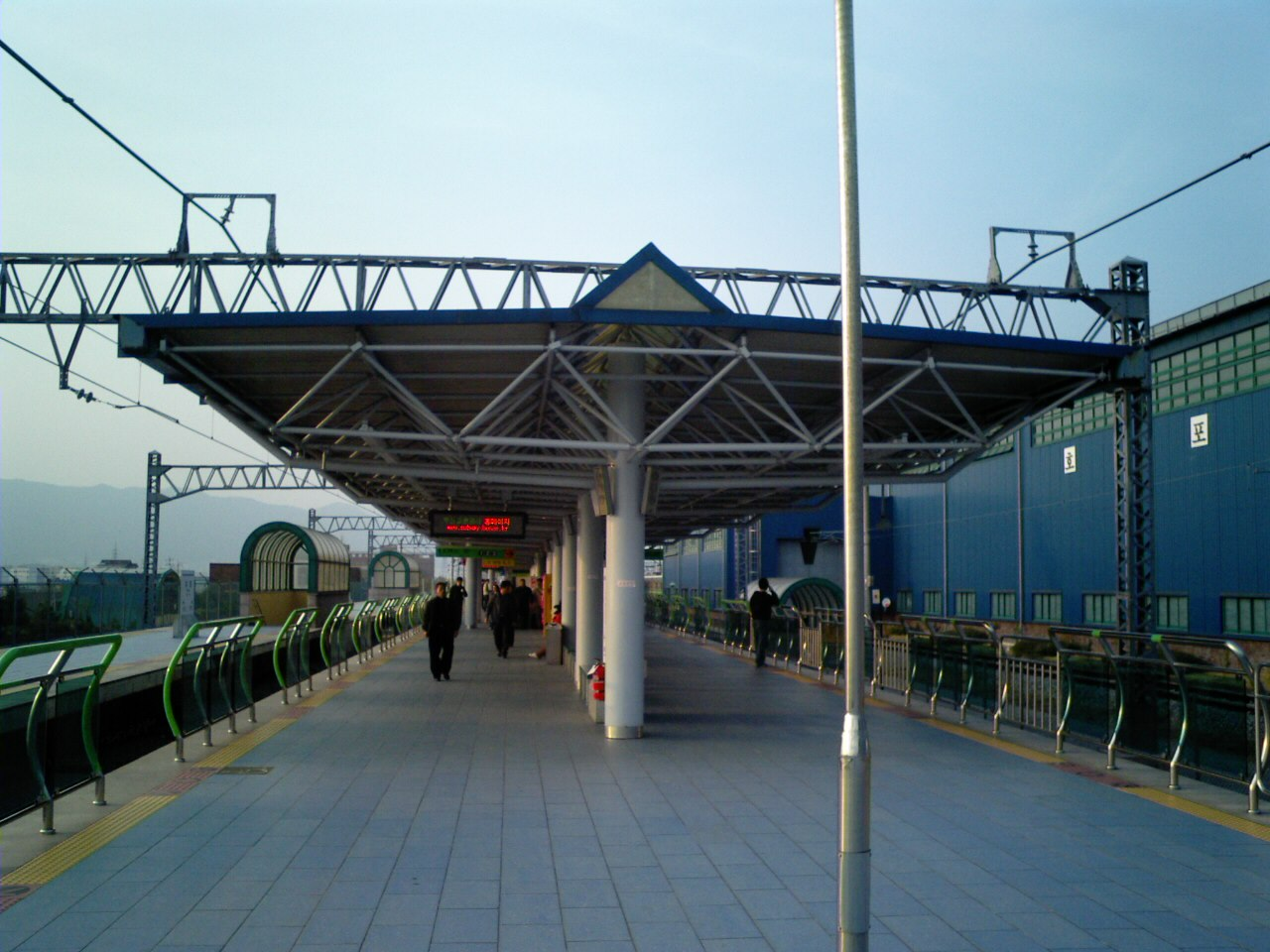
장산 방향 승강장(좌), 양산 방향 승강장(우)(스크린도어 설치 전)
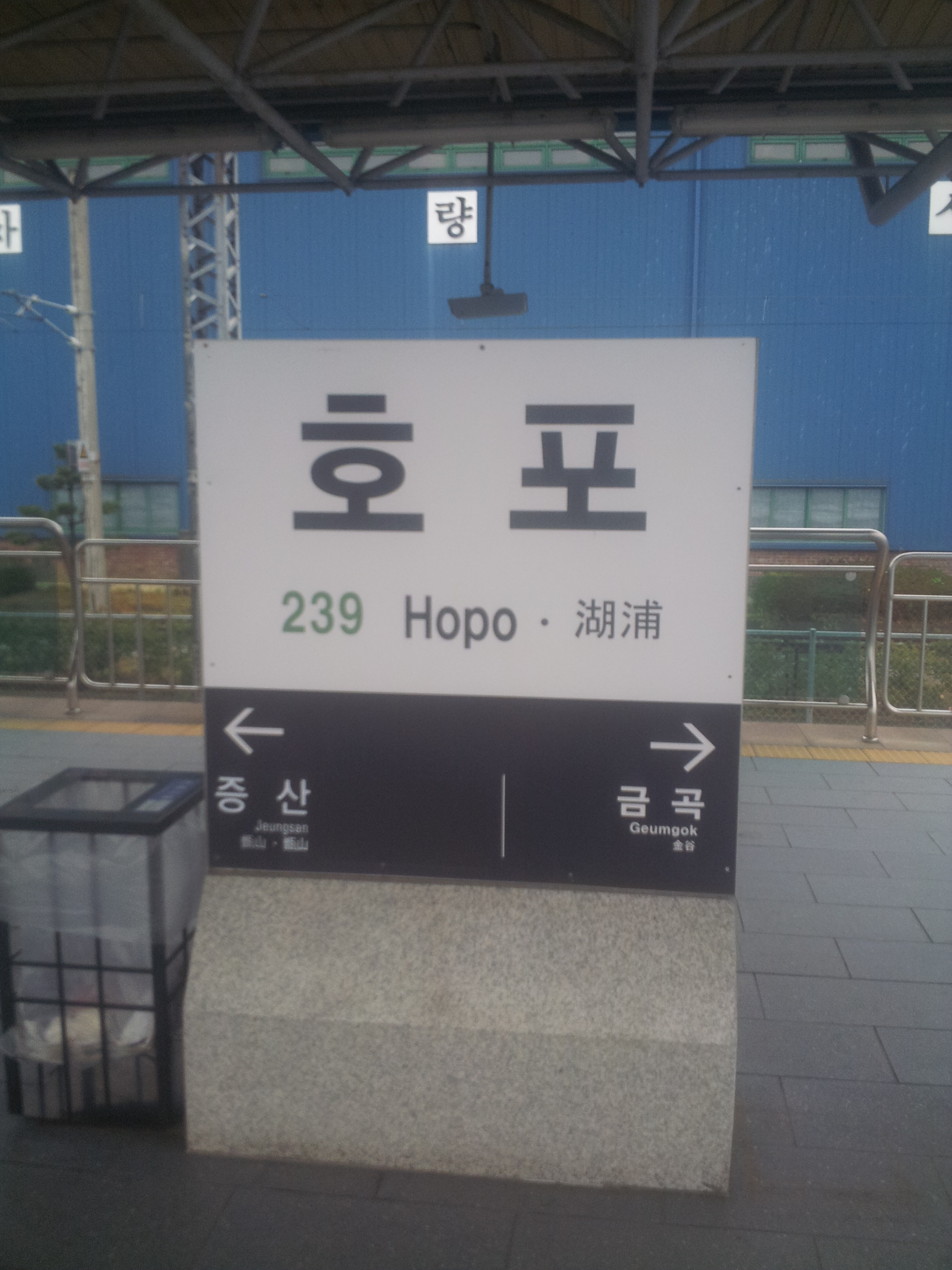
신형 장산 방향 역명판(전), 양산 방향 승강장(후)(스크린도어 설치 전)

## 인접한 역
| 부산 도시철도 2호선 | 부산 도시철도 2호선   | 부산 도시철도 2호선 |
| ------------------- | --------------------- | ------------------- |
| 238 금곡 장산 방면  | ● 부산 도시철도 2호선 | 240 증산 양산 방면  |

## 배선도
이 역과 호포차량기지의 배선도는 다음과 같다. 